# Tsering Gonpo Jangtsang
Tsering Gonpo Jangtsang (tibétain : ཚེ་རིང་མགོན་པོ་བྱང་རྩེ་གཙང, Wylie : tshe ring mgon po byang rtse gtsang), aussi appelé Jangtsatsang ou Jangtsetsang Tsering Gonpo et Jangtsachozed ou Jangchoe Tsering Gompo, né à Lithang dans le Kham au Tibet est un résistant et homme politique tibétain mort le 10 juillet 1966 en Inde.

## Biographie

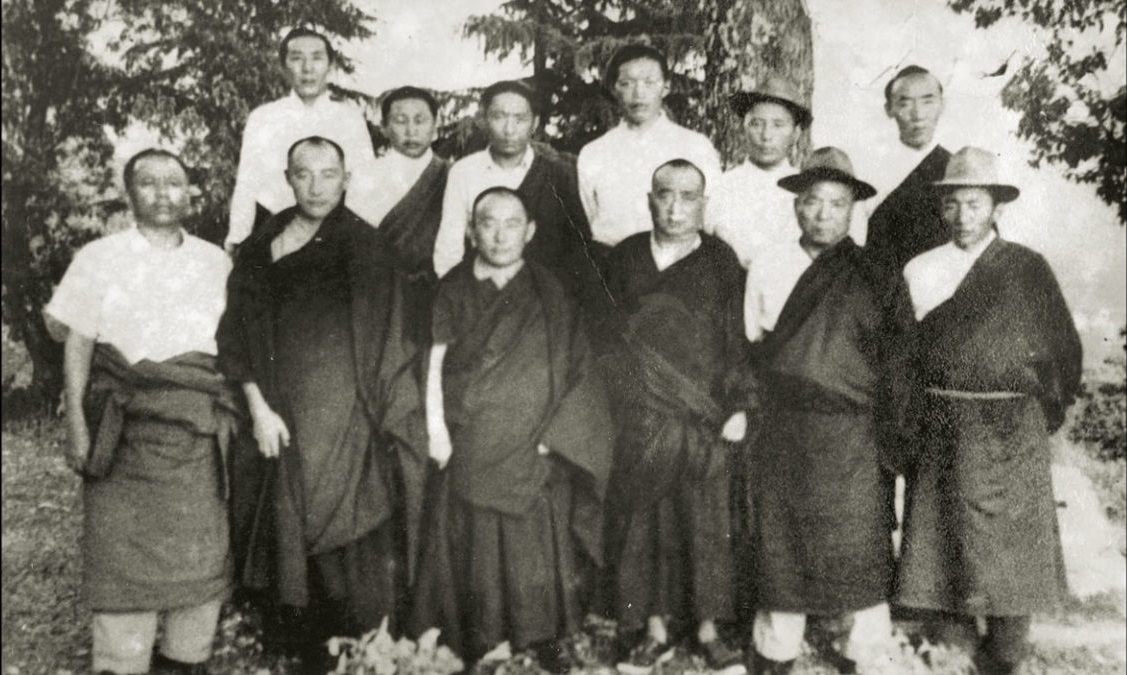
Les membres de la 1re Assemblée tibétaine. Rangée avant, de gauche à droite : Tsering Gonpo, Atro Rinpoché Karma Shenphen Choekyi Dawa, Tongkor Trulku Lobsang Jangchup, Lobsang Namgyal, Dorjee Pelsang, Tsultrim. Rangée arrière, de gauche à droite : Lobsang Nyendak, Tsewang Tamdin, Tsering Wangdue, Rinchen Tsering, Kalsang Damdul, Wangdu Dorje

En 1958, il est l'un des principaux dirigeants de l'Armée nationale volontaire de défense fondée par Adruk Gonpo Tashi. Il est l’un des députés de la 1re Assemblée tibétaine. En septembre 1964, est nommé ministre (kalön) du ministère de l'Éducation, une fonction qu'il exerce jusqu'au 10 juillet 1966, date de sa mort en raison de complications de santé.